# WorldMuseum
World Museum（ワールドミュージアム）は、3Dアセット活用推進協議会が提供するスマートフォンおよびタブレット端末向けの3D博物館アプリ。
iOS版と一部Android版のアプリが提供されている。
平等な学習機会の創出を主な目的としており、利用料は無料。
展示されているデータの大部分はコモンライセンス等により提供されたオープンデータを使用している。

## 概要
3Dモデルを使用した、様々な博物館コンテンツを自由に見学できる
説明文には音声ガイドが搭載されている。
一部コンテンツは英語表示にも対応している。

## 博物館の種類
- 化石展
- 動物展
- 宇宙展
- プラネタリウム
- 石巻SDGsミュージアム
- 葛飾北斎展
- 水素の家
- ゴヤ展
- 安土城

## 音声ガイド

### 常設展示
化石展
- 説明文ナレーション：市原えりさ[5]

動物展
- 説明文ナレーション：上田瞳

宇宙展
- 説明文ナレーション：雨澤祐貴[6]

ゴヤ展
- 説明文ナレーション：西玲子

安土城
- 説明文ナレーション：西玲子[7]

### 特別プログラム
プラネタリウム
- 『春の星座』

男性版ナレーション：田丸篤志
女性版ナレーション：森田涼花
- 『夏の星座』

男性版ナレーション：木島隆一
女性版ナレーション：桑原由気
- 『秋の星座』

男性版ナレーション：高坂知也
女性版ナレーション：関口理咲
- 『冬の星座』

男性版ナレーション：阿座上洋平
女性版ナレーション：中村桜